# National Historic Ships
Le National Historic Ships UK est un comité consultatif du Royaume-Uni qui a été créé en 2006. C'est un Non-departmental public body (NDPB : «Organisme public non ministériel») en rapport avec le Département de la Culture, des Médias et du Sport qui a pour mission spécifique de conseiller le Secrétaire d'État à la Culture, aux Médias et au Sport et d'autres organismes publics sur la préservation des navires du patrimoine maritime britannique et les priorités de leur financement.

## Contexte
Le National Historic Ships est le successeur de l'ancien National Historic Ships Committee qui avait été organisé en 1991 pour discuter des problèmes de la préservation des navires historiques au Royaume-Uni et de la négligence évidente sur cette partie importante de l'héritage maritime britannique. Un soutien fort a été exprimé en faveur de la création d'un organe de coordination qui pourrait donner un aperçu de tous les aspects de la préservation du patrimoine maritime et ce premier Comité a été officiellement lancé le 15 juillet 1992 par lord Terence Lewin, Admiral of the fleet puis Président-administrateur du National Maritime Museum de Londres . 
Le National Historic Ships a un mandat plus large que l'organisme prédécesseur, en examinant non seulement les questions immédiates concernant les navires historiques au Royaume-Uni, mais également en ce qui concerne les infrastructures de soutien des navires historiques, leur potentiel de contribution aux économies communautaires, et en maintenant une liste de surveillance des navires à l'étranger ayant une importance potentielle pour le Royaume-Uni. En plus de fournir des conseils formels aux organismes de financement, elle fournit également une assistance directe aux propriétaires de navires, par exemple par le biais de son programme de petites subventions et son répertoire des compétences et services pertinents.

## National Register of Historic Vessels & National Archive of Historic Vessels
Le National Register of Historic Vessels (NRHV : « Registre national des navires historiques ») est une base de données qui répertorie tout navire qui : 
- a au moins 50 ans
- manifeste être associé au Royaume-Uni
- est basé dans les eaux britanniques
- mesure plus de 33 pieds (10,07 mètres) de Longueur hors-tout (LOA) mesurée entre l'avant et l'extrémité arrière de la coque à l'exclusion globale des espars ou des projections
- est en bon état de navigabilité

L'inscription sur le Registre se fait par consentement du propriétaire. Le dossier comprend des détails sur le concepteur, le constructeur, les dimensions, la construction, la propulsion, l'historique des services et l'emplacement actuel, ainsi que des photos du bâtiment.
Le Registre national contient un sous-groupe de quelque 200 navires qui composent la flotte nationale historique. Ces navires se distinguent par : 
- importance nationale ou régionale
- l'histoire maritime du Royaume-Uni
- l'illustration des évolutions dans la construction et de la technologie
- une priorité plus élevée pour la préservation à long terme

La National Historic Fleet peut également comprendre des navires plus petits qui ont un minimum de 50 ans et qui correspondent aux critères susmentionnés. 
Le National Archive of Historic Vessels (NAHV : « Archive nationale desavires historiques ») comprend aussi des détails sur les navires qui ne sont plus sur le NRHV parce qu'ils ont été mis au rebut, perdu ou déplacé à l'étranger. Il comprend également des navires qui ne répondent pas à tous les critères mais qui présentent néanmoins un intérêt historique. 
Il y a actuellement plus de 1.000 navires inscrits au Registre national des navires historiques et plus de 400 navires dans les Archives nationales des navires historiques. Les registres fournissent une évaluation faisant autorité de l'importance des navires historiques. La base des données peut également être utilisée pour identifier et classer par ordre de priorité les navires qui doivent être préservés, donner des orientations aux décideurs sur l'attribution des fonds et donner un avertissement précoce sur des navires en péril. La base des données peut également être un outil de recherche utile, bien que des informations confidentielles sur la propriété, etc. soient toujours sécurisées. 
Plus de 57 % des navires historiques inscrits au Registre national des navires historiques sont soit privés soit commerciaux. Les musées et les associations de bienfaisance représentent 14 % du total. 
Des versions entièrement consultables des bases de données (à l'exclusion des informations sur la propriété) sont disponibles sur le site Web des National Historic Ships UK.